# المفوض إلى الله
جعفر بن أحمد المعتمد المعروف بلقبه المفوض إلى الله، نجل الخليفة العباسي المعتمد وولي عهد الخلافة من عام 875 حتى تهميشه من قبل ابن عمه المعتضد بالله عام 891.

## حياة
ذُكر جعفر بن المعتمد لأول مرة في تاريخ الطبري عام 872.  في 20 يوليو 875، رتب المعتمد رسميًا حكم الدولة وخلافته: وهما جعفر وقد أطلق عليه الاسم الشرفي المفوّض إلى الله كوريثًا للخلافة وخصص النصف الغربي للخلافة، بينما الآخر هو شقيق المعتمد أبو أحمد الملقب الموفق بالله واستلم الولايات الشرقية. الوريث الثاني إلا في حالة وفاة الخليفة والمفوض صغيراً. وهكذا كان المفوض مسؤولاً اسمياً عن إفريقية ومصر والشام والموصل والجزيرة الفراتية وأرمينية وحلوان، وكان موسى بن بغا نائباً له.   ومع ذلك ، كان الموفق هو من يملك السلطة الفعلية في الدولة، ويبدو أن هذا التقسيم للسلطة كان في الغالب على الورق. وفقًا لهيو إن كينيدي، "لا يبدو أن المفوّض مارس أي سلطة حقيقية". 
عندما غادر المعتمد سامراء في آذار (مارس) 876 لقيادة الجيش جنوباً لمواجهة الجيش الصفاري فيما قد يكون معركة دير العقول، تُرك المفوض وراءه ليشرف على العاصمة بمساعدة محمد المولّد.  في عام 882/3 ، عندما اندلع صراع بين ولي العهد المفوض مع الحاكم الذاتي القوي لمصر، ابن طولون، اضطر المفوض إلى أن يلعنه علنًا ويحرم مرؤوسه الاسمي ابن طولون من حكمه. التي ذهبت إلى والي الموصل إسحاق بن قندج.   ولكن في هذه الحالة، انتصر ابن طولون على الهجمات العباسية وظل مسؤولاً عن مصر، كما فعل ابنه خمارويه من بعده.
في أبريل 891 ، بينما كان الموفق يحتضر جرت محاولة لمنع خلافة ابنه أبو العباس. كان الموفق قد سجن ابنه لسبب غير معروف وحاول حاكم بغداد ضمان عدم الإفراج عنه وأدخل سرا الخليفة والمفقود إلى المدينة للاستفادة من وفاة الموفق الوشيكة. فشلت المحاولة بسبب الدعم الذي حظي به أبو العباس بين الجماهير والجيش: أطلقت القوات سراح أبو العباس ونهب الغوغاء منزل المحافظ وفي 4 يونيو بعد يومين من إطلاق سراح أبو العباس أعلن عن وفاة الموفق بالله، وجدد يمين الولاء بما في ذلك أبو العباس تحت لقب المعتضد بالله ، وريثًا ثانيًا بعد المفوض.   أخيرًا، في 30 أبريل 892، تمت إزالة المفوض من ولاية العهد في الخلافة تمامًا  وعندما توفي المعتمد في أكتوبر خلفه المعتضد. 